# À propos de Joan

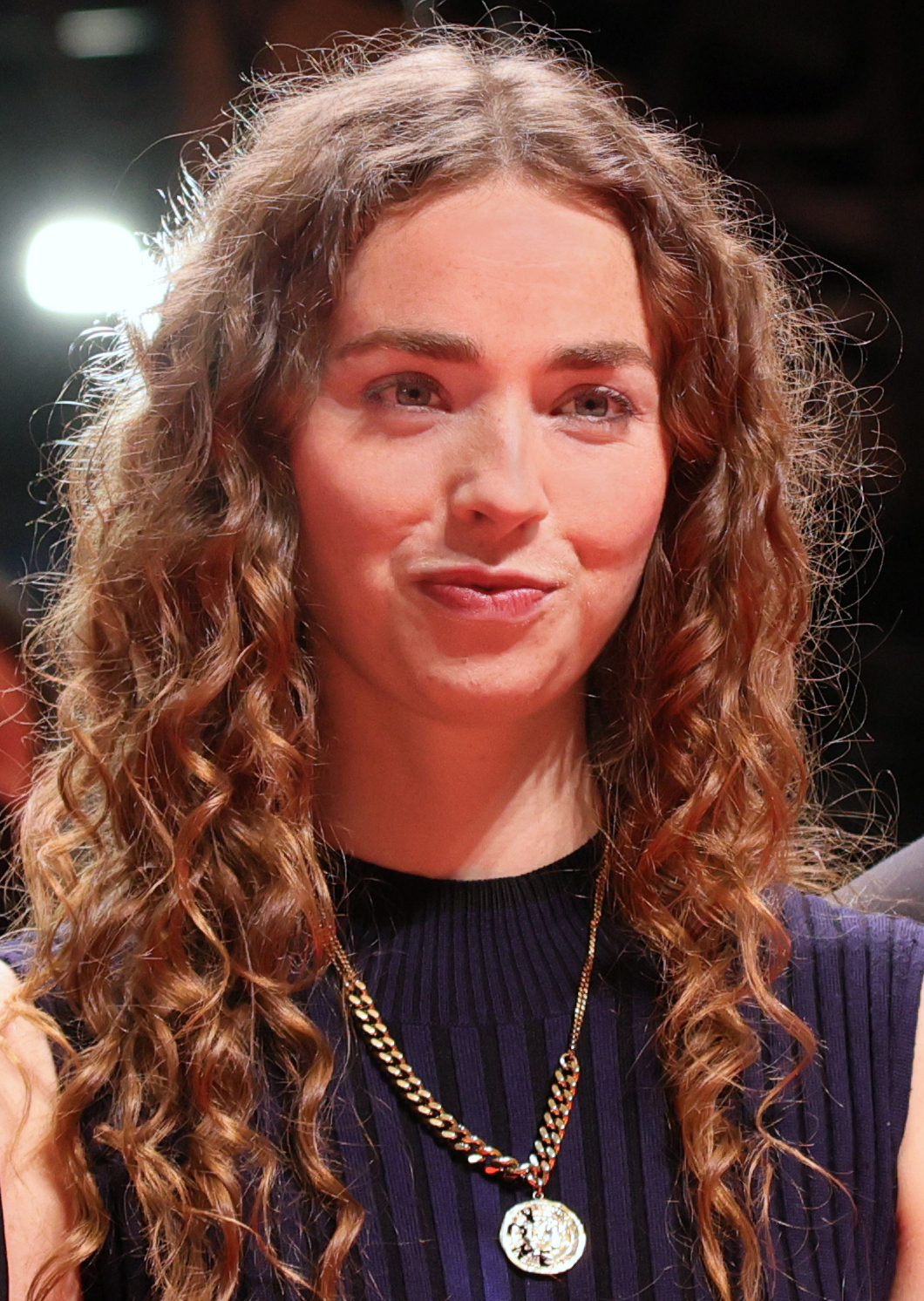
Freya Mavor, interpreta a "Joan Verra"

À propos de Joan es una película dramática franco-alemana-irlandesa coescrita y dirigida por Laurent Larivière, estrenada en 2022 .
La película está en la selección oficial de la Berlinale 2022, en la sección Berlinale Special Gala . En esta ocasión, la actriz Isabelle Huppert recibirá un Oso de Oro Honorífico por toda su carrera.

## Sinopsis
Joan Verra siempre ha sido una mujer independiente, cariñosa, con espíritu libre y aventurero. Cuando su primer amor regresa sin avisar después de años de ausencia, decide no contarle que tuvieron un hijo juntos. Esta mentira por omisión es una oportunidad para ella de revisar su vida. Su juventud en Irlanda, su éxito profesional, sus amores y la relación con su hijo. Una vida aparentemente realizada, pero que esconde un secreto al que tendrá que enfrentarse.

## Reparto
- Isabelle Huppert como Joan Verra
- Freya Mavor como Joan Verra en los años 70
- Lars Eidinger como Tim Ardenne
- Swann Arlaud como Nathan Verra
- Louis Broust como Nathan Verra en los años 80
- Dimitri Doré como Nathan Verra en los años 90
- Stanley Townsend como Doug
- Eanna Hardwicke como Doug en los años 90
- Florence Loiret-Caille como Madeleine Verra
- Fabrice Scott como James

## Producción
En septiembre de 2020, nos enteramos de que Isabelle Huppert, Lars Eidinger y Swann Arlaud han sido elegidos para la nueva película de Laurent Larivière.
El rodaje tiene lugar una semana en Colonia, Alemania, 4 semanas en Lyon, Francia y 6 días en Dublín, Irlanda.

## Reconocimientos

### Selección
- Berlín 2022: Fuera de competencia